# Sort del Sastre
La Sort del Sastre és un paratge constituït per camps de conreu del municipi de Castell de Mur, al Pallars Jussà, a l'antic terme de Mur, en terres del poble de Puigmaçana.
Està situada a prop de l'extrem nord-oriental de l'antic terme de Mur, a prop del límit amb el municipi de Tremp. És a prop de l'extrem de ponent de la Serra de Cinto, al nord-est de la Vinya del Xic i al nord-est de la Vinya Vella del Xic. Està delimitada al nord pel Camí de Cabicerans. Queda al nord de la Masia del Xic.